# Congestion active
 (novembre 2014).
La congestion active (ou hyperhémie (fluxion)) est l'augmentation exagérée du débit sanguin artériel associée à une vasodilatation artérielle et à une dilatation capillaire.
Cette pathogénie consiste en des mécanismes nerveux et des facteurs vasoactifs d'origine plasma sanguintiques (plasmakinines) ou cellulaires (histamine, sérotonine...).

## Étiologie
Elle peut être :
- Généralisée (rare, cas d'une tumeur du système nerveux central)
- Localisée

C'est le signe le plus précoce de l'inflammation. Elle est due à plusieurs facteurs :
- - Physiques (chaleur, froid, radiations ultraviolettes)
  - Mécaniques
  - Chimiques (rubéfiant et topîques)
  - Biologiques (toxines microbiennes, virus...)
  - Physiologiques (dans le tube digestif et les glandes annexes en période de digestion, du muscle en activité, en réponse au froid ou à une émotion).

## Morphologie
- La congestion macroscopique : Les organes et tissus sont turgescents et de couleur rouge vif.
- La congestion cutanée ou érythème : Du vivant de l'animal, la rougeur s'efface à la pression et il y a de la chaleur.
- La congestion des muqueuses (parfois avec mucus)
- La congestion du tissu conjonctif lâche.
- La congestion cérébrale : L'aspect est uniforme et les artérioles et les capillaires sont turgescents et remplis de globules rouges.

## Conséquences
Si la congestion dure, il y a :
- Hyperfonctionnement, hypersécrétion transitoires (inflammation catarrhales)
- Desquamation des éléments épithéliaux et augmentations de la perméabilité vasculaire.

Si l'hyperhémie inflammatoire s'accentue, il y a inflammation exsudative et hémorragique.